# Valentina Pahde
Valentina Pahde est une actrice et chanteuse allemande. De 2015 à 2023, elle a joué le rôle de Sunny Richter dans le feuilleton télévisé Au rythme de la vie.

## Parcours
Valentina Pahde est née en 1994 à Munich, fille d'un Allemand et d'une Croate. Dès l'âge de trois ans, elle et sa sœur jumelle Cheyenne Pahde ont joué dans la série Forsthaus Falkenau de ZDF. Elles ont été découvertes un an plus tôt, lorsque la production a cherché spécifiquement un duo de sœurs blondes pour le rôle de Katharina Arnhoff dans des jardins d'enfants munichois. Comme les règles concernant les enfants participant à des projets de tournage devaient être respectées, les jumelles Pahde ont d'abord partagé leur rôle avec d'autres actrices. Ce n'est qu'à partir de la onzième saison, diffusée en mars 2002, qu'elles ont alterné ce rôle. Elles ont participé à l'épisode 220, diffusé en décembre 2006.
En 2005, Pahde a fait une apparition dans la sitcom Les Allumeuses sur RTL. De 2010 à 2011, elle a joué le rôle de Caro Behrens dans la série Marienhof. De 2015 à 2023, elle a incarné Sunny Richter dans la série Au rythme de la vie. En parallèle, elle est sous contrat avec la société de production musicale berlinoise Valicon, aux côtés de sa sœur, sous le nom d'artiste Cheyenne & Valentine. Fin 2010 et début 2011, elles ont sorti les chansons One of a Kind et Uninspired. En janvier 2019, elle a ouvert avec sa sœur le Feinkostladen Pahde à Munich. En 2021, elle a terminé deuxième avec le danseur professionnel Valentin Lusin dans la 14e saison de l'émission RTL Let's Dance. En janvier 2022, elle a participé à l'émission Schlag den Star sur ProSieben, mais a perdu contre Viviane Geppert.

## Liens
- Ressources relatives à l'audiovisuel :   - Allociné
  - Filmportal
  - IMDb
- Notice dans un dictionnaire ou une encyclopédie généraliste :   - Deutsche Biographie
- Notices d'autorité :   - VIAF
  - GND